# Платина (рэпер)
Платина (настоящее имя — Роберт Плаудис; латыш. Roberts Plaudis; род. 19 апреля 1995, Рига) — русскоязычный хип-хоп-исполнитель из Латвии. Хип-хоп-портал The Flow описал Платину как «мастера эдлибов, сленга и безумных панчлайнов». Основатель творческого объединения «РНБ Клуб».

## Биография
Роберт Плаудис родился 19 апреля 1995 года в Риге, Латвия.
25 октября 2018 года вышел второй студийный альбом «Сладких снов» совместно с OG Buda. Из гостей в альбоме Lil Krystalll и Федук. The Flow описал альбом как «очень расслабленный и мелодичный трэп, с большим уклоном в R&B».
21 октября 2019 года вышел третий студийный альбом «Опиаты круг». Среди гостей в альбоме Plohoyparen, MellowBite, Lil Krystalll, Obladaet, 104, White Punk и Федук. Альбом был описан порталом The Flow как «мелодичный янгтаговский минималистик-трэп — вроде хвастливый, но в то же время наполненный тоской». Также, The Flow поместили альбом на 22 позицию в своём списке «50 отечественных альбомов 2019».
13 августа 2021 года вышел четвёртый студийный альбом «Sosa Muzik». В альбом вошли синглы «На грязном (Диана)» и «Сердце для шалав». Среди гостей в альбоме Lil Van, Plohoyparen, Big Baby Tape, OG Buda и Mayot. Как пишет сайт TNT Music, в альбоме «рэпер читает о деньгах, работе, друзьях и легкомысленных отношениях с девушками». Портал rap.ru заметили в альбоме вдохновение Playboi Carti. Релиз возглавил чарт Apple Music, сместив с вершины Скриптонита и занял вторую позицию в альбомном чарте ВКонтакте.
5 апреля 2024 года вышел пятый студийный альбом «Платина». Среди гостей в альбоме Voskresenskii, Scally Milano, BUSHIDO ZHO, LOVV66 и Егор Крид.

### Задержание в России
19 апреля 2024 года Платина был задержан в Томском клубе[уточнить], где проводил концерт в свой день рождения. В полиции сообщили, что рэпер нарушил правила въезда в Россию, занимался незаконной трудовой деятельностью и отказался от медосвидетельствования на состояние наркотического опьянения.
20 апреля Кировский районный суд Томска постановил депортировать Платину из России и назначил штраф в размере 4000 рублей.

## Дискография

### Студийные альбомы
| Название                             | Детали                                                                                       | Высшая позиция в чартах | Высшая позиция в чартах |
| Название                             | Детали                                                                                       | Apple Music             | ВКонтакте               |
| ------------------------------------ | -------------------------------------------------------------------------------------------- | ----------------------- | ----------------------- |
| «РНБ Клуб»                           | - Релиз: 15 июня 2018 - Лейбл: РНБ Клуб - Формат: цифровая загрузка, стриминг                | 30                      | —                       |
| «Сладких снов» (совместно с OG Buda) | - Релиз: 25 октября 2018 - Лейбл: РНБ Клуб / RNDM Crew - Формат: цифровая загрузка, стриминг | —                       | —                       |
| «Опиаты круг»                        | - Релиз: 28 октября 2019 - Лейбл: РНБ Клуб - Формат: цифровая загрузка, стриминг             | —                       | —                       |
| Sosa Muzik                           | - Релиз: 13 августа 2021 - Лейбл: РНБ Клуб - Формат: цифровая загрузка, стриминг             | 1                       | 2                       |
| «Платина»                            | - Релиз: 5 апреля 2024 - Лейбл: РНБ Клуб - Формат: цифровая загрузка, стриминг               | 1                       | 1                       |

### Мини-альбомы
| Название                | Детали                                                                       |
| ----------------------- | ---------------------------------------------------------------------------- |
| «Навсегда (Remastered)» | - Релиз: 3 июля 2020 - Лейбл: РНБ Клуб - Формат: цифровая загрузка, стриминг |

### Синглы

#### В качестве ведущего исполнителя
| Название                                                       | Год  | Высшая позиция в чартах  | Высшая позиция в чартах | Высшая позиция в чартах | Высшая позиция в чартах | Высшая позиция в чартах | Высшая позиция в чартах | Альбом             |
| Название                                                       | Год  | Top Radio & YouTube Hits | Top YouTube Hits        | Apple Music             | Spotify                 | YouTube Music           | TikTok                  | Альбом             |
| -------------------------------------------------------------- | ---- | ------------------------ | ----------------------- | ----------------------- | ----------------------- | ----------------------- | ----------------------- | ------------------ |
| «У тебя большая жопа я влюблён»                                | 2018 | —                        | —                       | —                       | —                       | —                       | —                       | «РНБ Клуб»         |
| «Иней»                                                         | 2018 | —                        | —                       | —                       | —                       | —                       | —                       | «РНБ Клуб»         |
| «Бэнтли, Бенз и Бумер» (при уч. Obladaet)                      | 2018 | —                        | —                       | —                       | —                       | —                       | —                       | «Опиаты круг»      |
| «Мой день» (при уч. Yanix)                                     | 2018 | —                        | —                       | —                       | —                       | —                       | —                       | Внеальбомный сингл |
| «Ты не куришь» (совместно с OG Buda)                           | 2018 | —                        | —                       | —                       | —                       | —                       | —                       | «Сладких снов»     |
| «Биг бой» (совместно с OG Buda при уч. Lil Krystalll и Федука) | 2018 | —                        | —                       | —                       | —                       | —                       | —                       | «Сладких снов»     |
| «Ламбо» (совместно с Федуком)                                  | 2019 | —                        | —                       | —                       | —                       | —                       | —                       | «Опиаты круг»      |
| «Айсберг»                                                      | 2019 | —                        | —                       | —                       | —                       | —                       | —                       | «Опиаты круг»      |
| «На грязном (Диана)»                                           | 2020 | 291                      | 51                      | —                       | 2                       | 4                       | —                       | Sosa Muzik         |
| «Salam»                                                        | 2020 | —                        | —                       | —                       | —                       | —                       | —                       | Внеальбомный сингл |
| «Сердце для шалав»                                             | 2021 | —                        | —                       | —                       | —                       | —                       | —                       | Sosa Muzik         |
| «Сан Ларан» (совместно с Дорой)                                | 2021 | —                        | —                       | 10                      | —                       | —                       | 9                       | Внеальбомный сингл |
| «Сердце для шалав (tour edition 2022)»                         | 2022 | —                        | —                       | —                       | —                       | —                       | —                       | Внеальбомный сингл |
| «Goblin FM»                                                    | 2023 | —                        | —                       | —                       | —                       | —                       | —                       | «Платина»          |
| «Плывут»                                                       | 2024 | —                        | —                       | —                       | —                       | —                       | —                       | «Платина»          |
| «Виновата сама»                                                | 2024 | —                        | —                       | —                       | —                       | —                       | —                       | «Платина»          |
| НЕО                                                            | 2025 | –                        | —                       | –                       | –                       | –                       | –                       | Внеальбомный сингл |

#### В качестве приглашённого исполнителя
| Название                                     | Год  | Альбом             |
| -------------------------------------------- | ---- | ------------------ |
| «Горох» (Rocket при уч. Платины и Polyana)   | 2018 | Внеальбомный сингл |
| «1000 Причин» (White Punk при уч. Платины)   | 2019 | «Паук»             |
| «Конфеты» (Markul при уч. Платины)           | 2020 | Внеальбомный сингл |
| «Не в тусе» (Aarne при уч. Платины)          | 2022 | AA Language        |
| «Валына» (Lovv66 при уч. Платины)            | 2022 | Внеальбомный сингл |
| «Три буквы» ( LIL KRYSTALLL при уч. Платины) | 2023 | KRISTINA           |

### Гостевое участие
| Название                  | Год  | Другие исполнители        | Высшие позиции в чартах | Альбом               |
| Название                  | Год  | Другие исполнители        | Apple Music             | Альбом               |
| ------------------------- | ---- | ------------------------- | ----------------------- | -------------------- |
| «Сука босс»               | 2018 | Lil Krystalll             | —                       | Lil Krystalll        |
| «Freestyle Dopp»          | 2018 | Rocket                    | —                       | Swag Season          |
| «Taxi»                    | 2018 | Obladaet                  | —                       | Ice Cream            |
| «Представительский класс» | 2019 | Marco-9, Lil Krystalll    | —                       | El Paso Marco        |
| «Болевой шок»             | 2019 | Saluki                    | —                       | «Властелин Калек»    |
| «1Love»                   | 2019 | OG Buda                   | —                       | Up Next              |
| «Братик»                  | 2019 | Lil Krystalll             | —                       | No Label             |
| «Выше облаков»            | 2019 | OG Buda, Федук, Obladaet  | —                       | «ОПГ Сити»           |
| «1000 Причин»             | 2019 | White Punk                | —                       | «Паук»               |
| «Coca»                    | 2019 | White Punk                | —                       | «Паук»               |
| «Планеты»                 | 2019 | Plohoyparen               | —                       | «Планеты»            |
| «Каплии»                  | 2019 | Plohoyparen               | —                       | «Планеты»            |
| «Lemme Smoke (Remix)»     | 2020 | Blago White, Lovesomemama | —                       | Tha Malchik          |
| «Воссап»                  | 2021 | OG Buda                   | —                       | Sexy Drill           |
| «Главные челы»            | 2021 | Plohoyparen               | —                       | «Где плохой поц?»    |
| «Автопилот»               | 2022 | Дора                      | 8                       | Miss                 |
| «На саламе»               | 2022 | OG Minay                  | —                       | «Сезон Орла»         |
| «Не в тусе»               | 2022 | Aarne                     | —                       | AA Language          |
| «NBA 300 (Outro)»         | 2022 | Aarne                     | —                       | AA Language          |
| «Детские травмы»          | 2022 | Slava Marlow, Лера Маяк   | —                       | «Тузик»              |
| «30МИН»                   | 2023 | OG Buda                   | —                       | «POX VAWË 0.5»       |
| «Три буквы»               | 2023 | Lil Krystalll             | —                       | «KRISTINA»           |
| «YТРО»                    | 2023 | OG Buda                   | —                       | «POX VAWË»           |
| «Верят и Не Верят»        | 2023 | Scally Milano             | —                       | «ПРОБЛЕМНЫЙ РЕБЕНОК» |
| «МОШПИТ»                  | 2023 | uglystephan               | —                       | «Goth Angel»         |
| «EDM»                     | 2024 | Big Baby Tape, Aarne      | —                       | PEEKABOO             |
| «Krug»                    | 2024 | Big Baby Tape, Aarne      | —                       | PEEKABOO             |
| «Pusto.mp3»               | 2024 | Егор Крид                 | —                       | Меньше чем три       |
| «Не для меня»             | 2024 | Егор Крид, Voskresenskii  | —                       | Меньше чем три       |

## Рейтинги
| Год  | Издание  | Рейтинг                        | Работа        | Место | Прим.  |
| ---- | -------- | ------------------------------ | ------------- | ----- | ------ |
| 2019 | The Flow | 50 отечественных альбомов 2019 | «Опиаты круг» | 22    | [ 8 ]  |
| 2019 | The Flow | 50 лучших песен 2019           | «Ламбо»       | 44    | [ 32 ] |
| 2021 | The Flow | 50 отечественных альбомов 2021 | «Sosa Muzik»  | 6     | [ 33 ] |